# Högsby
Högsby este un oraș în Suedia.

## Demografie
| \| Evoluția demografică a zonei urbane Högsby, 1970–2015 \| Evoluția demografică a zonei urbane Högsby, 1970–2015 \| Evoluția demografică a zonei urbane Högsby, 1970–2015 \| Evoluția demografică a zonei urbane Högsby, 1970–2015 \| Evoluția demografică a zonei urbane Högsby, 1970–2015 \| \| --------------------------------------------------------------------------------------- \| ----------------------------------------------------- \| ----------------------------------------------------- \| ----------------------------------------------------- \| ----------------------------------------------------- \| \| An \| \| \| Locuitori \| \| \| 1970 \| 1970 \| \| 1.728 \| 1.728 \| \| 1975 \| 1975 \| \| 1.797 \| 1.797 \| \| 1980 \| 1980 \| \| 2.027 \| 2.027 \| \| 1990 \| 1990 \| \| 2.031 \| 2.031 \| \| 1995 \| 1995 \| \| 2.170 \| 2.170 \| \| 2000 \| 2000 \| \| 1.940 \| 1.940 \| \| 2005 \| 2005 \| \| 1.965 \| 1.965 \| \| 2010 \| 2010 \| \| 1.881 \| 1.881 \| \| 2015 \| 2015 \| \| 1.923 \| 1.923 \| \| Sursa: SCB - Statistika Centralbyrån, Folkmängden per tätort. Vart femte år 1960 - 2016 \| \| \| \| \| |      |  |           |       |
| Evoluția demografică a zonei urbane Högsby, 1970–2015 |      |  |           |       |
| An |      |  | Locuitori |       |
| 1970 | 1970 |  | 1.728     | 1.728 |
| 1975 | 1975 |  | 1.797     | 1.797 |
| 1980 | 1980 |  | 2.027     | 2.027 |
| 1990 | 1990 |  | 2.031     | 2.031 |
| 1995 | 1995 |  | 2.170     | 2.170 |
| 2000 | 2000 |  | 1.940     | 1.940 |
| 2005 | 2005 |  | 1.965     | 1.965 |
| 2010 | 2010 |  | 1.881     | 1.881 |
| 2015 | 2015 |  | 1.923     | 1.923 |
| Sursa: SCB - Statistika Centralbyrån, Folkmängden per tätort. Vart femte år 1960 - 2016 |      |  |           |       |